# Саво Тодоровић
Саво (Владимиров) Тодоровић је приређивач народних епских песама. Рођен је 11. децембра 1952. године у селу Челебићима, општина Фоча. По образовању је дипломирани правник. Објавио је две збирке народних епских песама. Прву збирку објавио је под називом „Луче нетрнуте”, а другу „Слободишта и огњишта”. Инспирацију за бављење епском народном поезијом налази у епским мотивима и традицији из краја из кога потиче, као и из Старе и Источне Херцеговине и Црне Горе. Пише изворним народским језиком свога краја. Почасни је члан Гусларског друштва „Вук Караџић” из Београда. Епске песме су му објављиване на преко петнаест носача звука, у извођењу српских народних гуслара. Припремио је за штампање књигу завичајних кратких прича (анегдота), као и преко 1700 архаизама.